# Ленінська сільська рада (Куюргазинський район)
Ле́нінська сільська рада (рос. Ленинский сельский совет) — муніципальне утворення у складі Куюргазинського району Башкортостану, Росія. Адміністративний центр — село Бугульчан.

## Населення
Населення — 962 особи (2019, 983 в 2010, 994 в 2002).

## Склад
До складу поселення входять такі населені пункти:
| Населений пункт        | Населення, осіб (2002) | Населення, осіб (2010) |
| ---------------------- | ---------------------- | ---------------------- |
| Анновка, присілок      | 2                      | 1                      |
| Бальза, присілок       | 153                    | 142                    |
| Бугульчан, село        | 581                    | 582                    |
| Ковалевка, присілок    | 91                     | 81                     |
| Мамбеткулово, присілок | 158                    | 175                    |
| Пчолка, присілок       | 9                      | 2                      |